# Orthografische Azimutalprojektion

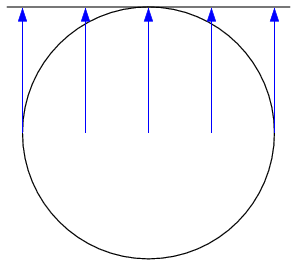
Prinzipskizze der Projektion

Die orthografische Azimutalprojektion ist eine Kartenprojektion, bei der die (Erd-)Oberfläche durch Parallelprojektion auf eine Ebene abgebildet wird. Mit dieser Projektion kann maximal eine Halbkugel dargestellt werden. Sie ist weder flächen- noch winkeltreu, dafür aber recht anschaulich, da sie die Oberfläche so zeigt, wie sie aus (unendlich) großer Entfernung „aus dem Weltraum“ zu sehen wäre. Sie bildet entlang der konzentrischen Kreise um den Mittelpunkt (Breitenkreise bei polarer Projektion) längentreu ab.
Diese Projektion wird häufig für Mond- und Planetenkarten verwendet. Insbesondere der Mond, der uns stets dieselbe Seite zeigt, wird so abgebildet, wie er von der Erde aus gesehen wird. Die schiefe Projektion (mit Mittelpunkt weder am Pol noch am Äquator) wird oft für Ansichtskarten und andere anschauliche Darstellungen der Erde benutzt.

## Mathematik
Die Formeln für die sphärische orthografische Projektion lassen sich mithilfe der Trigonometrie herleiten. Sie werden ausgedrückt durch die 
Länge ({\displaystyle \lambda }) und die Breite ({\displaystyle \varphi }) auf der Kugel. Bezeichnet man den Radius der Kugel mit {\displaystyle R} und den Mittelpunkt bzw. Ursprung der Projektion mit {\displaystyle (\lambda _{0},\varphi _{0})}, so lauten die
Gleichungen für die orthografische Projektion auf die Tangentialebene in {\displaystyle (x,y)} folgendermaßen:
{\displaystyle {\begin{aligned}x&=R\,\cos \varphi \sin \left(\lambda -\lambda _{0}\right)\\y&=R{\big (}\cos \varphi _{0}\sin \varphi -\sin \varphi _{0}\cos \varphi \cos \left(\lambda -\lambda _{0}\right){\big )}\end{aligned}}}
Um zu verhindern, dass Punkte auf der gegenüberliegenden Halbkugel gezeichnet werden, betrachtet man die Winkeldistanz {\displaystyle c} vom Mittelpunkt der orthografischen Projektion, die durch
{\displaystyle \cos c=\sin \varphi _{0}\sin \varphi +\cos \varphi _{0}\cos \varphi \cos \left(\lambda -\lambda _{0}\right)}
gegeben ist. Diese Winkeldistanz soll nicht größer sein als {\displaystyle {\frac {\pi }{2}}}. Folglich lautet die Sichtbarkeitsbedingung:
{\displaystyle \sin \varphi _{0}\sin \varphi +\cos \varphi _{0}\cos \varphi \cos \left(\lambda -\lambda _{0}\right)\geq 0}
Die Umkehrformeln sind gegeben durch:
{\displaystyle {\begin{aligned}\varphi &=\arcsin \left(\cos c\sin \varphi _{0}+{\frac {y\sin c\cos \varphi _{0}}{\rho }}\right)\\\lambda &=\lambda _{0}+\arctan \left({\frac {x\sin c}{\rho \cos c\cos \varphi _{0}-y\sin c\sin \varphi _{0}}}\right)\end{aligned}}}
Dabei wird verwendet:
{\displaystyle {\begin{aligned}\rho &={\sqrt {x^{2}+y^{2}}}\\c&=\arcsin {\frac {\rho }{R}}\end{aligned}}}

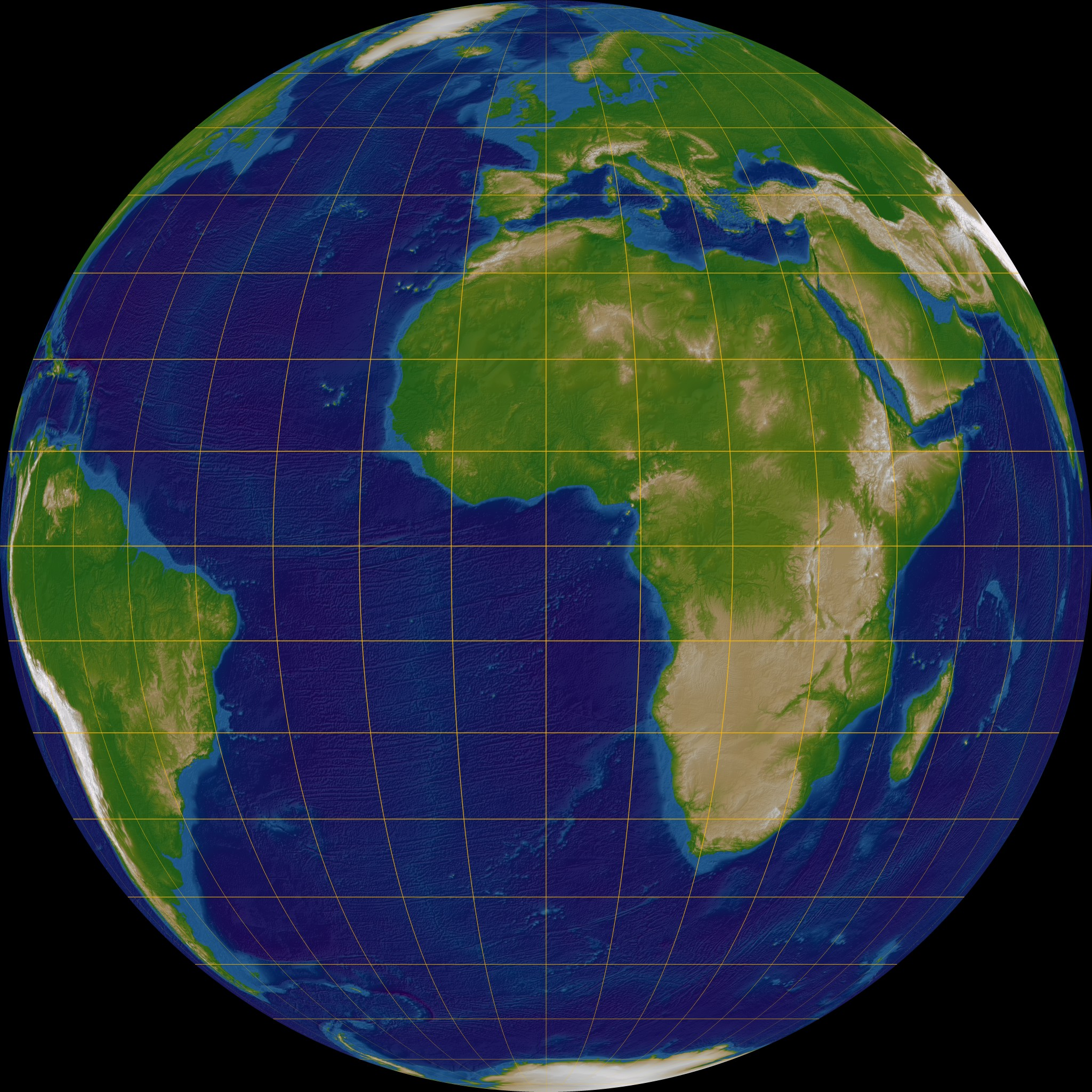
Transversale Projektion
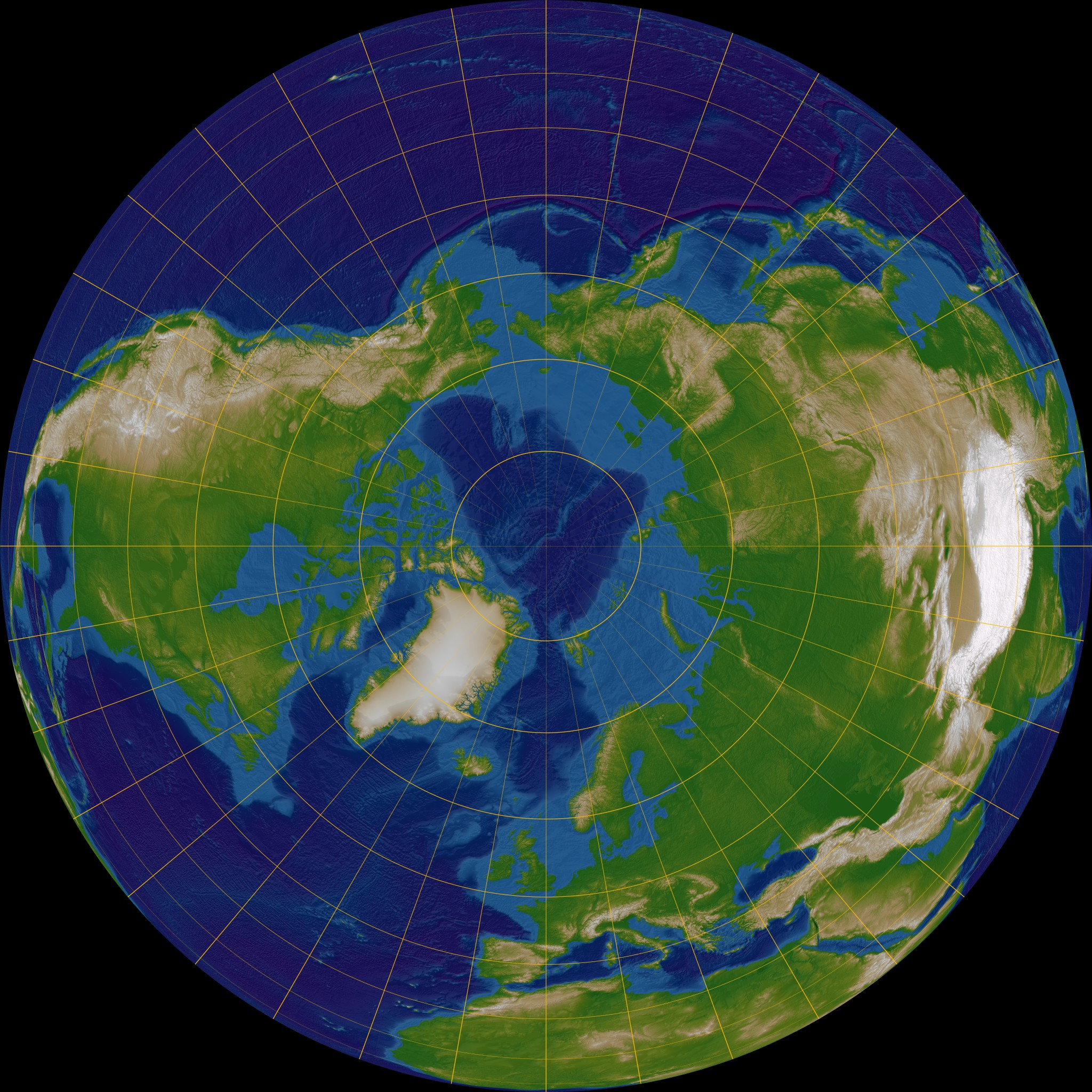
Polare Projektion
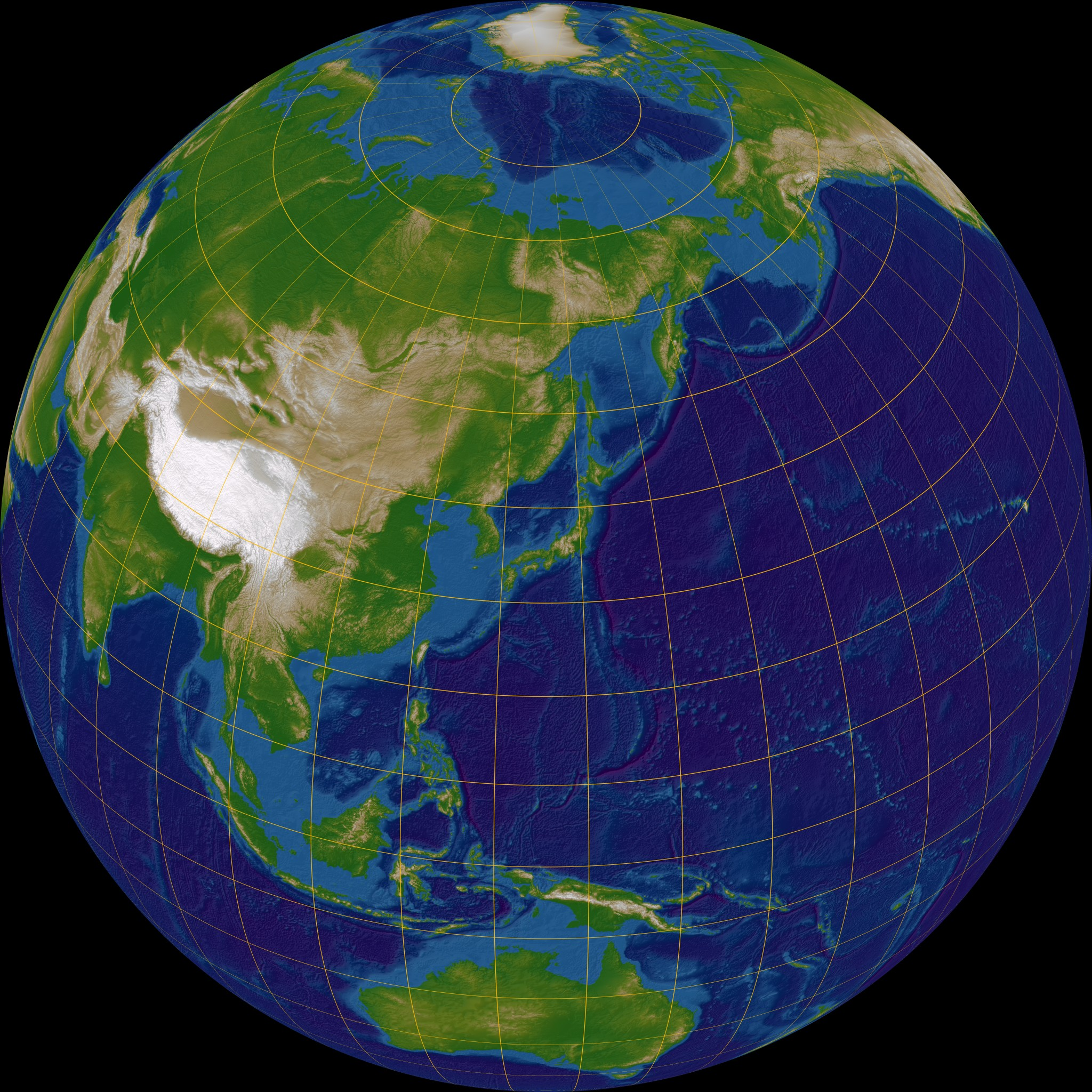
Schiefe Projektion, zentriert auf Japan